# Bernard Casoni
Bernard Casoni (Cannes, Francia, 4 de septiembre de 1961) es un exfutbolista francés y actual entrenador de fútbol. Se desempeñaba como defensa central o como lateral izquierdo, o incluso como mediocentro defensivo en alguna ocasión. Fue 30 veces internacional con la selección de fútbol de Francia. Actualmente dirige al SC Gagnoa. Su padre, Pierre, también fue futbolista.

## Carrera como jugador
Casoni jugaba como lateral derecho. Debutó a nivel profesional con el AS Cannes en 1978. Seis años después, fichó por el Sporting Toulon Var, donde jugaría otros seis años con un breve paréntesis en las filas del Racing Levallois 92. En 1990 llegó al Olympique de Marsella, donde se retiraría en 1996.
También fue internacional absoluto con Francia, defendiendo los colores bleus en 30 partidos y participando en la Eurocopa 1992.

## Carrera como entrenador
Olympique de Marsella
Casoni se estrenó como técnico profesional a finales de 1999, dirigiendo al primer equipo del Olympique de Marsella. Los dos años anteriores entrenaba en las categorías inferiores del club, y dio el salto al primer equipo en unas circunstancias complicadas, tras la dimisión de Rolland Courbis. No pudo más que mantener al OM en la Ligue 1 (fue 15.º) en una temporada para olvidar.
Étoile du Sahel, AS Cannes y Stade Tunisien
Posteriormente, entrenó al Étoile du Sahel de Túnez, con el que fue subcampeón, y al que seguirían el AS Cannes (7.º en la Ligue 2) y el Stade Tunisien.
Selección de Armenia
En agosto de 2004, fue nombrado seleccionador de Armenia, pero fue destituido al año siguiente debido a los malos resultados.
SC Bastia
Tras esa fallida experiencia, llegó al banquillo del SC Bastia, que ocuparía cuatro años en los que mantuvo al conjunto corso en la zona media de la tabla de la Ligue 2.
Évian TG
Su siguiente destino fue el Évian TG, con el que logró ascender del Championnat National a la Ligue 1. Abandonó el club "de mutuo acuerdo" en enero de 2012, con el equipo situado en 11.ª posición al término de la primera vuelta de la Ligue 1.
Club Africain
Regresó a África para hacerse cargo del Club Africain, pero fue despedido tras sólo 3 meses en el cargo.
AJ Auxerre
De nuevo en Francia, firmó por el AJ Auxerre de la Ligue 2, logrando la permanencia en su primera temporada (dejó al equipo en 9.º puesto) y siendo cesado en sus funciones a finales de la segunda, cuando rozaba los puestos de descenso.
Valenciennes
En julio de 2014, se comprometió con el Valenciennes de la Ligue 2, pero tampoco llegó a terminar la temporada tras ser cesado en febrero de 2015, dejando al equipo a un punto de la zona de descenso.
Videoton
En junio de 2015, fue contratado por el Videoton Football Club de la Nemzeti Bajnokság I de Hungría. Sin embargo, sólo dirigió al equipo en 10 partidos antes de llegar a un acuerdo para dejar el club.
Lorient
En noviembre de 2016, se convirtió en el nuevo entrenador del Football Club Lorient. Aunque logró duplicar la media de puntos de su predecesor en el banquillo, no bastó para salir de la última posición de la Ligue 1 2016-17 al término de la primera vuelta de la misma. Finalmente, en la recta final del campeonato, el equipo bretón salió de los puestos de descenso directo y terminó 18.º, debiendo jugarse la permanencia en el "play-off" de ascenso y descenso, donde salió derrotado por el Troyes (2-1) y en consecuencia descendió a la Ligue 2. El club optó por no ofrecerle la renovación, por lo que no continuó.
MC Alger
En agosto de 2017, firmó por el MC Alger, aunque apenas permaneció un año en el equipo argelino.
Al-Khor
El 25 de septiembre de 2018, se incorporó al Al-Khor Sports Club. Tras apenas 5 meses en el cargo, se desvinculó del club catarí por la existencia de "diferencias de opinión" con los dirigentes.
MC Alger
El 4 de mayo de 2019, llegó a un acuerdo para regresar al MC Alger. Dejó el club el 6 de enero de 2020, tras 7 meses en el cargo.

## Clubes

### Jugador
| Club                  | País    | Año       | Partidos | Goles |
| --------------------- | ------- | --------- | -------- | ----- |
| AS Cannes             | Francia | 1978-1984 | 126      | 8     |
| Sporting Toulon Var   | Francia | 1984-1988 | 130      | 1     |
| Racing Levallois 92   | Francia | 1988-1989 | 27       | 1     |
| Sporting Toulon Var   | Francia | 1989-1990 | 36       | 0     |
| Olympique de Marsella | Francia | 1990-1996 | 169      | 3     |

### Entrenador
| Club                           | País            | Año       | P   | PG | PE | PP | % v.  |
| ------------------------------ | --------------- | --------- | --- | -- | -- | -- | ----- |
| Olympique de Marsella (filial) | Francia         | 1998-1999 |     |    |    |    |       |
| Olympique de Marsella          | Francia         | 1999-2000 | 22  | 4  | 9  | 9  | 18.18 |
| Étoile du Sahel                | Túnez           | 2001-2002 |     |    |    |    |       |
| AS Cannes                      | Francia         | 2002-2003 | 38  | 15 | 11 | 12 | 39.47 |
| Stade Tunisien                 | Túnez           | 2003-2004 | 6   | 2  | 1  | 3  | 33.33 |
| Selección de Armenia           | Armenia         | 2004-2005 | 7   | 1  | 1  | 5  | 14.29 |
| SC Bastia                      | Francia         | 2005-2009 | 148 | 55 | 37 | 56 | 37.16 |
| Évian TG FC                    | Francia         | 2010-2012 | 62  | 25 | 20 | 17 | 40.32 |
| Club Africain                  | Túnez           | 2012      | 6   | 2  | 3  | 1  | 33.33 |
| AJ Auxerre                     | Francia         | 2012-2014 | 57  | 20 | 17 | 20 | 35.09 |
| Valenciennes                   | Francia         | 2014-2015 | 27  | 8  | 3  | 16 | 29.63 |
| Videoton FC                    | Hungría         | 2015      | 10  | 2  | 2  | 6  | 20    |
| FC Lorient                     | Francia         | 2016-2017 | 30  | 10 | 5  | 15 | 33.33 |
| MC Alger                       | Argelia         | 2017-2018 | 49  | 21 | 12 | 16 | 42.86 |
| Al-Khor SC                     | Catar           | 2018-2019 | 10  | 2  | 1  | 7  | 20    |
| MC Alger                       | Argelia         | 2019-2020 |     |    |    |    |       |
| MC Oran                        | Argelia         | 2020-2021 |     |    |    |    |       |
| MC Oujda                       | Marruecos       | 2021      |     |    |    |    |       |
| IR Tanger                      | Marruecos       | 2021      |     |    |    |    |       |
| US Orléans                     | Francia         | 2023      |     |    |    |    |       |
| SC Gagnoa                      | Costa de Marfil | 2024 -    |     |    |    |    |       |

## Palmarés
Olympique de Marsella
- Ligue 1: 1990-91, 1991-92
- Liga de Campeones de la UEFA: 1993